# Fumus boni juris
Fumus boni juris (lê-se: 'fúmus bôni iúris') é a expressão latina que significa 'fumaça ou sinal de bom direito' ou aparência de bom direito, no sentido de que o direito alegado é plausível. É geralmente usada como requisito ou critério para a concessão de medidas liminares, cautelares ou de antecipação de tutela, bem como no juízo de admissibilidade da denúncia ou queixa, no foro criminal. Portanto o magistrado não estará julgando se a pessoa tem direito (o que só acontecerá na fase final do processo, durante o julgamento do mérito), mas se ela parece ter o direito que alega. Nessa linha, a 'fumaça de bom direito' refere-se à probabilidade de deferimento futuro do direito invocado, tendo em vista a plausibilidade da demanda. 
Eventualmente, a expressão é usada no sentido de "onde há fumaça há fogo", ou seja, se há indícios, haverá crimes ou ilícitos civis. Todavia, no âmbito criminal, segundo parte da doutrina, é preferível a utilização de outra expressão latina: fumus commissi delicti ('fumaça de prática de delito').
Significa a suposição de verossimilhança de direito que um julgador tem ao analisar uma alegação que lhe foi submetida. O juiz decide prima facie com base na presunção de que a alegação possua suficiente base legal. Sendo assim, há fumus boni juris quando existe a possibilidade de que o direito pleiteado exista no caso concreto.

## Sentido literal
A tradução literal da expressão é fumaça de bom direito. Fumus é substantivo masculino da segunda declinação (fumus, i) no caso nominativo singular e significa 'fumo', 'fumaça'.
"Iuris" é substantivo neutro da 3ª declinação (jus, juris) no caso genitivo singular e significa direito, equidade, lei, justiça.
"Boni" é adjetivo da 1ª classe (bonus, a, um) no caso genitivo singular neutro e significa bom, útil, agradável.

## Significado jurídico
À parte seu sentido literal, alguns juristas atentam para o significado do termo 'fumaça', no sistema jurídico brasileiro. Apesar de muito utilizada no meio jurídico, a expressão aparência de bom direito não oferece um sentido adequado, pois aparência, ao invés de ser corretamente entendida como o que se mostra à primeira vista, pode ser erroneamente interpretada como o que parece ser realidade sem o ser. Assim, a palavra fumus tem o sentido próprio de sinal ou indício. Dessa forma, o direito que se alega deve transparecer sua possibilidade de existência, ou seja, o sinal de ser realmente o direito pleiteado.
A expressão fumus boni juris é mais usada em caráter de urgência. É a presença aparente de uma situação que não foi inteiramente comprovada. Diferentemente do direito líquido e certo - requisito do mandado de segurança, em que a certeza da prova deve ser máxima, e da verossimilhança da alegação, requisito para o deferimento da antecipação de tutela, em que a certeza da prova confere ao magistrado um grau razoável de certeza e merece certo respaldo jurídico, sendo necessária a produção de provas complementares - o fumus boni juris é um grau mínimo de certeza, em que há possibilidade de que as alegações do autor sejam verdadeiras, mas ainda é necessária uma ampla produção de provas, a serem colhidas posteriormente, de forma a comprovar o direito e confirmar a tutela liminar, ou refutá-la, culminando em sua revogação.
Sinal de bom direito, atualmente, representa uma simples presunção de legalidade e a possibilidade de um direito alegado. É um pressuposto essencial para concessão de medidas liminares, nas ações cautelares.